# قصر الملك فاروق (رشيد)
يقع قصر الملك فاروق بقرية إدفينا بدائرة مركز رشيد بمحافظة البحيرة على الساحل الغربي لنهر النيل «فرع رشيد» شمال قرية «إدفينا»، صدر القرار رقم 233 عام 2001م، لتسجيله كأثر ونصت المادة الأولى للقرار اعتباره أثرا يسجل في عداد الآثار الإسلامية والقبطية القصر الملكي بإدفينا مركز رشيد بمحافظة البحيرة.

## مراحل بناء القصر
بني قصر الملك فاروق بإدفينا على ثلاث مراحل:
- المرحلة الأولى: كانت في عهد الخديوي عباس حلمي الثاني "8 جمادي الآخر 1309 هـ - 3 صفر 1333هـ" 8 يناير 1892 م – 19 ديسمبر 1914 م"
- المرحلة الثانية: في عهد الملك أحمد فؤاد الأول «22 ذي الحجة 1335هـ - 7 صفر 1355 هـ» «9 أكتوبر 1917م – 28 أبريل 1936م»
- المرحلة الثالثة: فكانت عهد الملك فاروق «1355 هـ - ذي القعدة 1371 هـ» «29 يوليو 1937م – 26 يوليو1952م».

## وصف القصر
ويتكون القصر الملكي من ثلاثة أجنحة تأخذ حرف "L" اللاتيني محاطة بمجموعة من الأشجار النادرة والمتنزهات، يضم كل جناح 3 طوابق، الأرضي «البدروم» يحتوي على العديد من الحجرات مختلفة المساحات وكانت مخصصة للمطابخ ومخازن المواد الغذائية الخاصة بالمطبخ وكمكان لسكن الخدم والمشرفين على القصر.
والطابق الأول ويحتوي على العديد من الحجرات ويطلق عليه السلاملك وكان مخصصًا الاستقبال والمكاتب الخاصة بالملك، أما الطابق الثاني فكان يطلق عليه الحرملك ويشمل العديد من الحجرات وكان مخصصًا لإقامة الملك وأسرته.
ويوجد للقصر مدخل رئيس يقع بالجهة الغربية ويطل على طريق رشيد – دمنهور، ويؤدي إلي ممر طولي ينتهي في الناحية الشرقية بمباني القصر ومتنزهاتها.
ويتسم القصر الملكى بالجمال والروعة ومرفق له مرسي نهري أنشئ مع بداية إنشاء القصر في عصر الخديوى عباس حلمى الثانى «1892-1914م»، ويطل على شاطئ نهر النيل«فرع رشيد»، يمتد بطول الواجهة الشرقية جناح عباس حلمى الثانى.

## صور

- ملف:صورة للقصر من مركب في النيل.jpg
- ملف:قصـر المـلك فاروق في ادفينا.jpg
- ملف:قصـر الملكـ فاروق في ادفينا.jpg
- ملف:قصـر الملك فاروق في ادفينا.jpg
- ملف:قصر الملك فاروق في ادفينا.jpg